# برچسب "رانندگی من چگونه است؟"

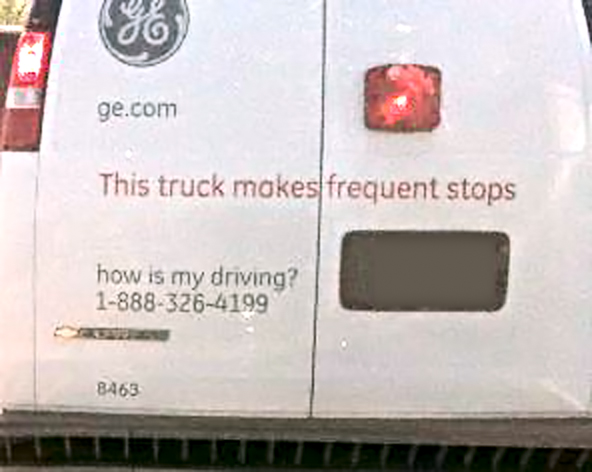
یک ون سفید با علامت من چگونه رانندگی می‌کنم

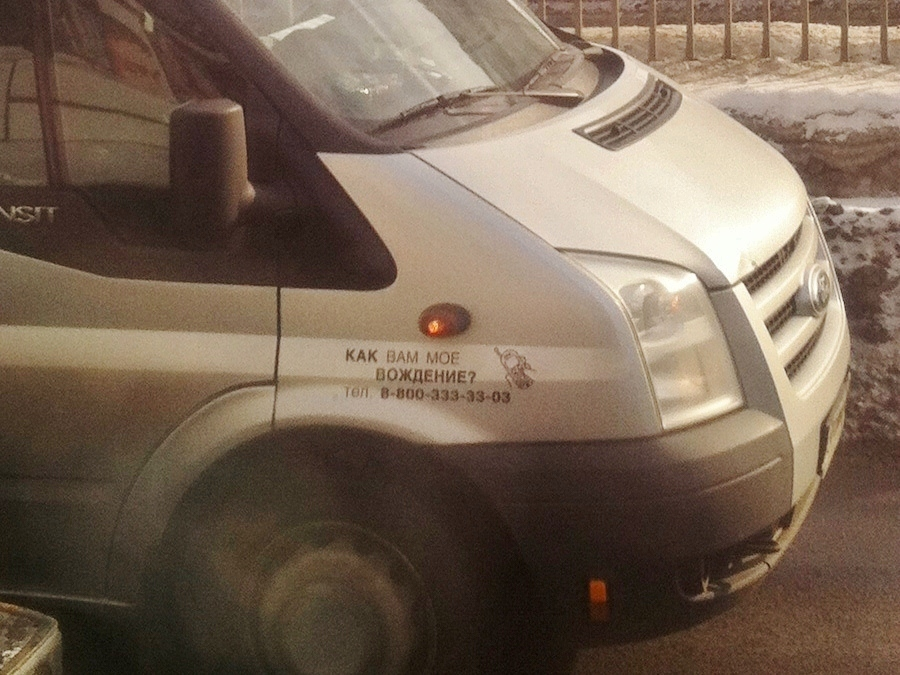
علامت من چگونه رانندگی می‌کنم ("Как вам мое вождение؟") در روسیه

علامت"من چگونه رانندگی می‌کنم" (و یا "رانندگی من چگونه است" یا مشابه) یک برچسب یا طرح پشت ناوگان خودرو یا وسیله نقلیه دیگر است که توسط یک رانندهٔ استخدام شده رانده می‌شود. این برچسب معمولاً دارای یک شماره تلفن یا آدرس وب سایت و دیگر اطلاعات شناسایی ست، به طوری که می‌توانید با راه‌های ارتباطی مشخص شده تماس بگیرید و رفتار خودرو و راننده را گزارش دهید. بسته به نوع شرکت، بر شماره تلفن یا وب سایت توسط مالک خودرو یا توسط یک شخص یا شرکت ثالث نظارت می‌شود.